# Televisão na Áustria
A televisão na Áustria foi introduzida em 1956. O país usa o padrão DVB-T de transmissão. A televisão analógica foi completamente encerrada em 7 de junho de 2011. A televisão  austríaca  foi monopolizada por estações de televisão de propriedade estatal até 1996. A primeira estação de televisão privada da Áustria foi a ATV.

## Lista de canais
Público
- ORF eins (também em HD)
- ORF 2 (também em HD)
- ORF 2 Europe
- ORF III
- ORF Sport +
- 3sat - canal público em associação com ORF, ARD, ZDF e SRF

### Comercial
- ATV
- ATV II (DE)
- Puls 4
- Go TV
- Servus TV
- Geo Television (DE)
- Kanal Telemedial (DE)
- Melodie Express (DE)
- Sky Krimi

### Não comercial
- Okto (DE)
- FS1
- dorf (DE)

### Afiliados de canais de TV alemães
- ProSieben Austria
- Sat.1 Österreich
- Kabel eins Austria
- MTV Austria (apenas separadores de anúncios locais)
- Nick Austria (apenas separadores de anúncios locais)
- RTL2 Austria (apenas separadores de anúncios locais)
- RTL Austria (apenas separadores de anúncios locais)
- Viva Austria (apenas separadores de anúncios locais)
- Vox Austria (apenas separadores de anúncios locais)
- sixx Austria (apenas separadores de anúncios locais)
- Sky Österreich (DE) (apenas separadores de anúncios locais)
- Zee One Austria (apenas separadores de anúncios locais)

### Local
- Salzburg TV (DE) (Salzburg & Upper Austria)
- LT1 (DE) (Linz)
- Innsat.TV (DE) (Upper Austria)
- P3tv (DE) (St. Pölten)
- Austria24 TV (DE) (regional - Perg)
- LinzLand TV (DE) (Linz-Land)
- M4 Mostviertelfernsehen (DE) (Amstetten)
- Mühlviertel TV (DE) (regional - Freistadt)
- RTS Regionalfernsehen Salzburg (DE) (Salzburg)
- RTV Regionalfernsehen OÖ (DE) (Garsten)
- Schau TV (DE) (Viena, Burgenland, & Lower Austria; eventualmente Centrope)
- Tirol TV (DE) (Innsbruck, Tyrol)
- W24 (DE) (Vienna)
- WT1 (DE) (regional - Wels)
- RE eins (DE) (Reutte District)
- Kanal3 (DE) Oeste, Oeste e Graz, cabo Regional Mur-Mürztal regional e Mur-Mürztal)

### Televisão paga
- Sky Austria
- AustriaSat
- HD Plus Austria
- UPC Austria
- A1 TV

## Canais mais vistos
Os canais com a maior audiência em 2015 são:
| Posição | Canal     | Grupo                | Audiência total (%) |
| ------- | --------- | -------------------- | ------------------- |
| 1       | ORF 2     | ORF                  | 21.4                |
| 2       | ORF eins  | ORF                  | 11.8                |
| 3       | ProSieben | ProSiebenSat.1 Media | 5.2                 |
| 4       | RTL       | RTL Group            | 5.0                 |
| 5       | Sat.1     | ProSiebenSat.1 Media | 4.6                 |
| 6       | ZDF       | ZDF                  | 4.3                 |
| 7       | VOX       | RTL Group            | 4.1                 |
| 8       | Das Erste | ARD                  | 3.1                 |
| 9       | Puls 4    | ProSiebenSat.1 Media | 3.1                 |
| 10      | ATV       | Tele München Gruppe  | 2.7                 |